# Ormiańskie Siły Powietrzne

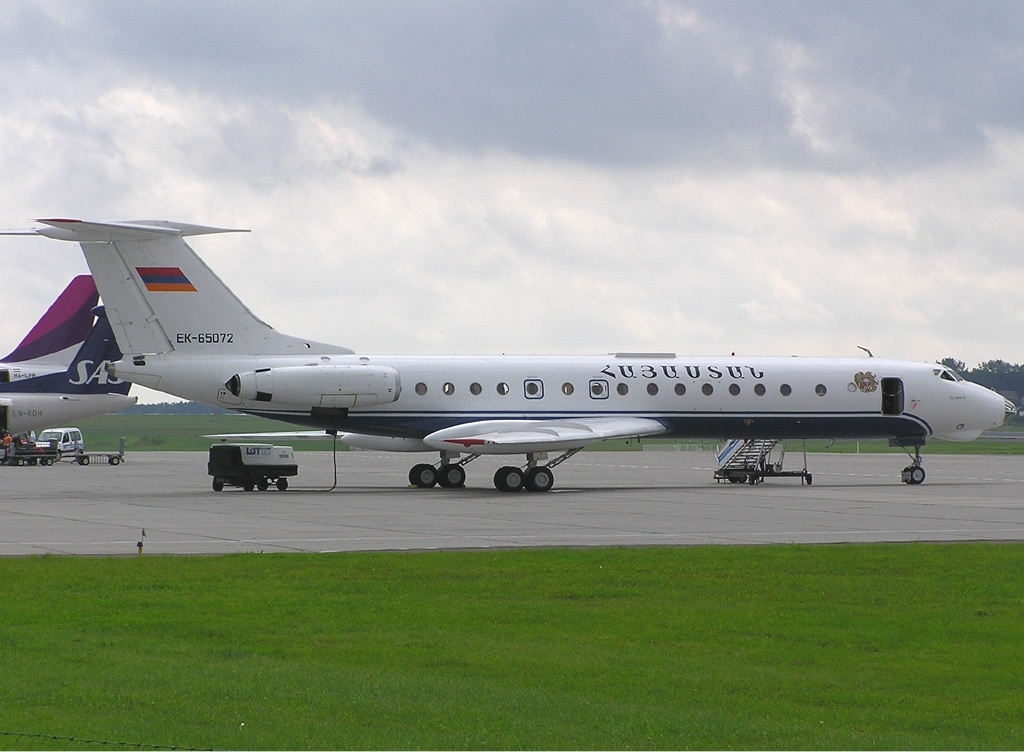
Samolot Ormiańskich Sił Powietrznych Tu-134A-3 używany do transportu VIP-ów w tym Prezydenta i Premiera.

Siły Powietrzne Armenii – jeden z czterech rodzajów Armeńskich Sił Zbrojnych, obok wojsk lądowych, wojsk przeciwlotniczych i straży granicznej. Zostały utworzone w 1994, a w ich skład wchodziło 2,2 tysiąca żołnierzy. Armeńskie siły powietrzne używają głównie samolotów myśliwskich: MiG-29, Su-27; szturmowych: Su-25, szkolno-treningowych: Aero L-39, jak również śmigłowców: Mi-24, Mi-8 i Mi-2.

## Wyposażenie
| Samolot        | Kraj pochodzenia | Typ                      | Wersje                              | W służbie | Uwagi    |
| -------------- | ---------------- | ------------------------ | ----------------------------------- | --------- | -------- |
| Aero L-39      | Czechosłowacja   | szkolny                  |                                     | 4         |          |
| MiG-23         | ZSRR             | myśliwiec                |                                     | 4         |          |
| MiG-25         | ZSRR             | myśliwiec przechwytujący |                                     | 1         |          |
| Su-17          | ZSRR             | szturmowo-bombowy        |                                     | kilka     |          |
| Su-22          | ZSRR             | szturmowo-bombowy        |                                     | kilka     |          |
| Su-25          | Słowacja · ZSRR  | szturmowy                | Su-25 łącznie Su-25 Su-25K Su-25UBK | 15 5 9 1  |          |
| Mi-2           | Polska           | wielozadaniowy           |                                     | 9         |          |
| Mi-8           | ZSRR             | wielozadaniowy           | Mi-8 łącznie Mi-8 Mi-9              | 13 11 2   |          |
| Mi-24          | ZSRR             | szturmowy                | Mi-24 łącznie Mi-24K Mi-24P Mi-24R  | 12 2 8 2  |          |
| Jak-52         | ZSRR             | szkolny                  |                                     | 16        |          |
| Airbus A319    | Francja          | Transport VIP            | Airbus A319-132 CJ                  | 1         | EK-RA01  |
| Tupolew Tu-134 | ZSRR             | Transport VIP            | Tupolew Tu-134A-3                   | 1         | EK-65072 |
| Ił-76          | ZSRR             |                          | 2                                   |           |          |